# Zanthoxylum rigidum
Zanthoxylum rigidum là một loài thực vật có hoa trong họ Cửu lý hương. Loài này được Humb. & Bonpl. ex Willd. miêu tả khoa học đầu tiên năm 1798.